# فرایند سبک‌وزن
پروسه سبک‌وزن (به انگلیسی: Light-weight process) در سیستم‌های عامل به راه حل بینابینی از نخ‌های سطح کاربر و سطح هسته می‌گویند که الگوریتمی برای پیاده‌سازی سیستم‌های چندکارگی است ولی در سیستم‌های عامل تک پردازنده‌ای و قدیمی مثل سولاریس و یونیکس سیستم وی به نخ‌های سطح کاربر، پروسه سبک‌وزن می‌گویند.